# ハインリヒ・レーマン＝ヴィレンブロック
ハインリヒ・レーマン＝ヴィレンブロック（Heinrich Lehmann-Willenbrock, 1911年12月11日‐1986年4月18日）は、ナチス・ドイツ海軍の軍人。潜水艦Uボートのエース艦長。

## 概要
ブレーメン出身。1931年4月にヴァイマル共和国海軍（Reichsmarine）に入隊。水上艦勤務を経て、1939年から志願して潜水艦Uボート勤務となった。短期間、UボートII型U-8に勤務したのち、1939年12月からII型UボートU-5の艦長となる。U-5はノルウェー侵攻作戦に動員された。
1940年9月からは第7潜水艦隊所属のVIIC型UボートU-96の艦長となる。1942年3月までU-96で8回の航海作戦を行った。この間の1941年2月には騎士鉄十字章を叙勲した。さらに同年12月には柏葉付騎士鉄十字章も叙勲している。
彼は第二次世界大戦中に総計で28隻、205,000トンの連合国船舶を沈めたのであった。この記録はUボートエースの中では第8位に記録される。
1942年4月に陸上勤務となり、ブレストで第9潜水隊群司令官を務めた。1944年9月から10月の短期間にかけてU-256の艦長を務めた。1944年12月から敗戦にかけてはベルゲンで第11潜水隊群司令官を務めた。
戦後は西ドイツの商船などで船長を務めて活躍し、1974年にはドイツ連邦共和国功労勲章を叙勲した。1986年に故郷のブレーメンで死去。
レーマン＝ヴィレンブロックのU-96に海軍戦時特派員として乗艦していたロータル＝ギュンター・ブーフハイムは、戦後U-96を題材にした小説を作り、ベストセラーとなった。この小説を原作に映画『Uボート』が制作されている。